# URA3
URA3 — ген на V-й хромосоме дрожжей Saccharomyces cerevisiae. Его систематическое название — YEL021W. URA3 часто используется в молекулярно-биологических исследованиях дрожжей как маркёрный ген (ген, при помощи которого помечают участки хромосом или плазмиды). Он кодирует оротодин-5'-фосфатдекарбоксилазу, фермент, который катализирует одну из реакций синтеза пиримидиновых рибонуклеотидов (мономеров РНК).

## Использование
Утрата активности оротодин-5'-фосфатдекарбоксилазы приводит к остановке клеточного роста. Такие клетки растут только на среде, в которую добавлен урацил или уридин. Если же в результате трансформации у дрожжей появляется ген URA3, то происходит восстановление активности фермента, в результате чего клетки вновь могут расти на среде без урацила или уридина. Такой механизм позволяет осуществлять положительную селекцию клеток, несущих этот ген. Если же к культуре таких дрожжей добавить 5-ФОК (5-фтороротовая кислота), то активная оротодин-5'-фосфатдекарбоксилаза преобразует 5-фтороротовую кислоту в токсичное соединение 5-фторурацил, что приводит к смерти клетки. Это позволяет вести селекцию против дрожжевых клеток, несущих этот ген.
Поскольку ген URA3 позволяет осуществлять как положительную, так и отрицательную селекцию, он широко используется как генетический маркёр трансформации ДНК во многих генетических и молекулярно-биологических техниках для бактерий и многих видов грибов. Это один из самых важных генетических маркёров дрожжей. Хотя ген URA3 и позволяет осуществлять эффективную и удобную селекцию, он всё же обладает существенных недостатком. Основной недостаток заключается в том, что клетки, накопившие достаточно мутаций в гене URA3 могут расти на среде с 5-ФОК. Перед использованием вновь созданного штамма, его следует проверить вторым методом, таким как ПЦР, что бы убедится, что он действительно обладает желаемыми свойствами.

## Внешние ссылки
S. cerevisiae database (2005) URA3 gene. https://web.archive.org/web/20080604040222/http://db.yeastgenome.org/cgi-bin/locus.pl?locus=ura3#summaryParagraph (accessed 16/10/07).